# Джонсон, Брайан (певец)
Брайан Джонсон (18 июля 1926 — 18 октября 1995) — английский певец и актёр. Участник Евровидения-1960.

## Биография
Родился 18 июля 1926 года в Лондоне. 29 марта 1960 года представлял Великобританию на Евровидении, с песней Looking high, high, high он занял 2 место с 25 баллами. Песня, с которой он участвовал на Евровидении была в апреле 1960 года на 20-м месте в чарте. Он принимал участие в отборе 1961 года, но занял на нём пятое место. После Евровидения снялся в нескольких фильмах и мюзиклах. Брайан рассказал о своём опыте на Евровидении в издании Gloria Live, которое транслировалось на BBC One 4 мая 1990 года. Умер 18 октября 1995 года.